# Districten van Noorwegen

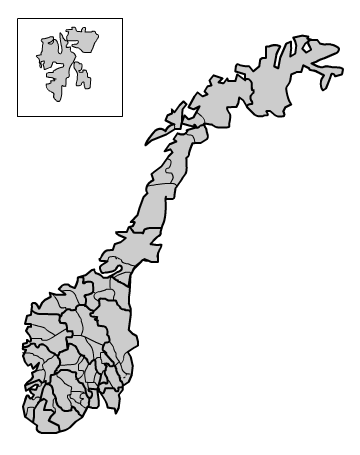
Districtenindeling Noorwegen

In de verschillende provincies van Noorwegen kunnen de gemeenten in districten worden ingedeeld. Meerdere van deze zijn diep geworteld in de Noorse geschiedenis.
De districten zijn in deze lijst wel genoemd per provincie maar een district kan ook over meerdere provincies verspreid zijn. De districten zijn vaak geografisch gedefinieerd, zoals het Setesdal (een dal) of Lofoten (een groep eilanden). Verder kunnen ze ook op gebergte, fjord, hoogvlakte of kustlijn zijn gebaseerd. Ze hebben vaak een geschiedenis die teruggaat tot de kleine koninkrijkjes van de vroege Vikingtijd (Ringerike bijvoorbeeld).

## Akershus
- Øvre Romerike (Hoog Romerike)

Eidsvoll, Gjerdrum, Hurdal, Nannestad, Nes en Ullensaker.
- Nedre Romerike (Laag Romerike)

Aurskog-Høland, Fet, Lørenskog, Nittedal, Rælingen, Skedsmo en Sørum.
- Vestområdet (Het westgebied)

Asker en Bærum.
- Follo

Enebakk,  Frogn,  Nesodden,  Oppegård,  Ski,  Vestby en Ås.

## Aust-Agder
- Setesdal

Bykle, Bygland, Evje og Hornnes, Iveland en Valle.
- Østregionen (De oostelijke regio)

Gjerstad, Risør, Tvedestrand, Vegårshei en Åmli.
- Sør district (Het zuid-district)

Arendal, Birkenes, Froland, Grimstad en Lillesand.

## Buskerud
- Eiker

Nedre Eiker (Lagere) en Øvre Eiker (Hogere).
- Hallingdal

Flå, Gol, Hemsedal, Hol, Nes en Ål.
- Nedre Buskerud (Lagere)

Drammen, Hurum, Kongsberg, Lier, Modum en Røyken.
- Numedalen

Flesberg, Rollag en Nore og Uvdal.
- Ringerike

Hole en Ringerike.
- Niet ingedeeld

Krødsherad en Sigdal

## Finnmark
- Vest-Finnmark (West)

Alta, Hammerfest, Hasvik, Loppa, Kvalsund, Måsøy en Nordkapp.
- Øst-Finnmark (Oost)

Berlevåg, Båtsfjord, Gamvik, Lebesby, Unjárgga Gielda / Nesseby, Sør-Varanger, Deanu gielda / Tana, Vadsø en Vardø
- Indre Finnmark (Innere)

Guovdageaidnnu suohkan / Kautokeino, Kárásjoga gielda / Karasjok en Porsángjju Gielda / Porsanger.

## Hedmark
- Fjell (Berg)

Alvdal, Folldal, Os, Rendalen, Røros, Stor-Elvdal, Tolga en Tynset.
- Sør-Østerdal

Elverum, Engerdal, Trysil en Åmot.
- Hamar

Hamar, Løten, Ringsaker, Stange .
- Glåmdalen

Eidskog en Kongsvinger.
- Odal

Nord-Odal en Sør-Odal.
- Solør

Grue, Våler en Åsnes.

## Hordaland
- Hardanger

Jondal, Kvam, Granvin, Ulvik, Eidfjord, Ullensvang en Odda (delen van Kvinnherad zou ook hier meegenomen kunnen worden).
- Voss

Voss.
- Sunnhordland

Austevoll, Bømlo, Etne, Fitjar, Kvinnherad, Stord, Sveio en Tysnes.
- Nordhordland

Meland, Lindås, Radøy, Fedje, Austrheim, Masfjorden, Modalen en Osterøy.
- Midthordland

Austevoll, Askøy, Os, Sund, Fusa, Fjell, Samnanger, Vaksdal, Øygarden en Bergen.

## Møre og Romsdal
- Nordmøre

Aure, Averøy, Eide, Frei, Gjemnes, Halsa, Kristiansund, Rindal, Smøla, Sunndal, Surnadal, Tingvoll, Tustna.
- Romsdal

Aukra,  Fræna , Midsund,  Molde, Nesset, Rauma, Sandøy, Vestnes.
- Sunnmøre

Giske, Haram, Hareid, Herøy, Norddal, Sande, Skodje, Stordal, Stranda, Sula, Sykkylven, Ulstein, Vanylven, Volda, Ørskog, Ørsta, Ålesund.

## Nordland
- Helgeland

Alstahaug, Bindal, Brønnøy, Dønna, Grane, Hattfjelldal, Hemnes, Herøy, Leirfjord, Lurøy, Nesna, Rana, Rødøy, Sømna, Træna, Vefsn, Vega en Vevelstad.
- Lofoten

Flakstad, Moskenes, Røst, Vestvågøy, Værøy en Vågan.
- Ofoten

Ballangen, Evenes, Narvik, Tjeldsund en Tysfjord.
- Salten

Beiarn, Bodø, Fauske, Gildeskål, Hamarøy, Meløy, Saltdal, Steigen en Sørfold.
- Vesterålen

Andøy, Bø, Hadsel,  Lødingen, Sortland en Øksnes.

## Nord-Trøndelag
Dit overzicht is mogelijk incompleet; u kunt helpen door het uit te breiden.

## Oppland
- Valdres

## Oslo
- Oslo

## Rogaland
- Jæren

Sandnes, Stavanger, Hå, Klepp, Time, Gjesdal, Sola, Randaberg
- Dalane

Eigersund, Sokndal, Lund, Bjerkreim
- Ryfylke

Forsand, Strand, Hjelmeland, Suldal, Sauda, Finnøy, Rennesøy, Kvitsøy
- Haugaland

## Sogn og Fjordane
- Nordfjord
- Sunnfjord
- Sogn

## Sør-Trøndelag
Dit overzicht is mogelijk incompleet; u kunt helpen door het uit te breiden.

## Telemark
- Grenland

Bamble, Drangedal, Kragerø, Porsgrunn, Siljan og Skien.
- Vest-Telemark

Fyresdal, Kviteseid, Nissedal, Seljord, Tokke en Vinje.
- Midt-/Øst-Telemark

Bø, Hjartdal, Nome, Notodden, Sauherad en Tinn.

## Troms
- Nord-Troms

Karlsøy, Kvænangen, Kåfjord, Lyngen, Nordreisa, Skjervøy en Storfjord.

## Vest-Agder
- Regio Kristiansand
- Regio Lindesness
- Lister

## Vestfold
- Geen districten

## Østfold
- Indre Østfold
- Ytre Østfold